# 卡尔·车尔尼
卡尔·车尔尼（德語：Carl Czerny，德語發音：[ˈkaʁl ˈtʃɛɐ̯ni]；1791年2月21日—1857年7月15日），奥地利作曲家、钢琴家、音乐教育家。

## 生平
车尔尼出生于维也纳，原籍波西米亚的家庭，他的父亲瓦茨拉夫（Václav）也是钢琴家。卡尔·车尔尼从小跟随父亲、胡梅尔和萨列里学习钢琴，父亲在车尔尼3岁时就开始教他巴赫、莫扎特和克莱门蒂的作品。7岁时车尔尼能将自己的乐思记录下来，9岁就登台演奏莫扎特的C小调钢琴协奏曲，10岁时车尔尼已能清晰流畅地弹奏莫扎特、克莱门蒂的全部钢琴作品，并且具有超凡的音乐记忆力。从15岁起就开始了钢琴教师的生涯。
1801年，年仅10岁的车尔尼去见贝多芬，贝多芬被车尔尼精彩的演奏所打动，接受了这位学生。车尔尼师从贝多芬学钢琴，并受当时著名钢琴作曲家克莱门蒂和胡梅尔的影响，钻研他们的教学法，车尔尼曾参加了克莱门蒂在维也纳的授课。
车尔尼是贝多芬最得意的学生，贝多芬曾在1801年—1803年的三年间免费教他弹奏钢琴，车尔尼也是贝多芬侄子卡尔的钢琴教师。
车尔尼于1812年首演了贝多芬的钢琴协奏曲“皇帝”，他对于贝多芬的作品积极宣传，能够背奏贝多芬的全部钢琴作品，并在他的作品500号《钢琴理论及演奏大全》（Vollständige theoretisch-practische Pianoforte-Schule）的第四册的第二、三章中论述如何正确演奏贝多芬的作品。车尔尼很快就成为维也纳最著名的钢琴教师，他的学生包括李斯特，塔尔贝格，海勒等，后来都成为著名的钢琴家。他免费教李斯特弹琴，李斯特也说：“我的一切都是车尔尼教我的”，并把自己写的练习曲题献给车尔尼。车尔尼在1842年出版了他的自传“Memories from My Life”。车尔尼在维也纳度过了半生，并去世于维也纳，享年66岁。由于他無家室，亦無近親，他的遗产都留给维也纳音乐及表演艺术大学和其他的慈善机构。

## 風格及評價
车尔尼是19世纪上半叶维也纳钢琴学派的创始人，他总结了浪漫主义以前的注重指力的钢琴技巧，同时又指出了手臂重量的重要性，他在《钢琴理论及演奏大全》指出：“弹奏时，手的动作要藏起来，手指不可以抬得比必要时高。为了做得正确，有必要增强肌肉的内在紧张，在不破坏手指柔软运动的范围内，加入手臂的重量”，他在古典主义和浪漫主义钢琴演奏架起了一座桥梁。

### 教育事业
车尔尼作为贝多芬的学生、李斯特的老师，在19世纪钢琴演奏史上占有独特的承上启下的位置。如果说克莱门蒂的动态演奏技巧风格和李斯特的浪漫主义演奏技巧是钢琴演奏史上的两块里程碑的话，那么车尔尼就是这两块里程碑的铺路架桥者。车尔尼的钢琴练习曲在今天仍有巨大的现实意义，特别是对手指基本功训练以及演奏维也纳古典作品来说，更是不可或缺的养料，他为钢琴演奏艺术所作出的卓越贡献值得后人永远纪念和敬仰。
车尔尼作为一名杰出的钢琴教师，培养了大批才华横溢的学生，包括多勒、克拉克、伊尔、塔尔贝格等，而最著名的便是一代大师李斯特。李斯特9岁时，有幸拜会了车尔尼。据车尔尼自传中写到：“李斯特当时的演奏很不规范，粗糙而混乱，他的即兴演奏不具备扎实的和声基础，完全凭灵感。然而，在他的演奏中却蕴藏着一种天生的才气。”正是这种难能可贵的气质，使车尔尼认为此人是位可塑之材。车尔尼的精心教授与李斯特的刻苦努力和聪明才智，通过几个月的练习，当李斯特弹奏克莱门蒂、胡梅尔、贝多芬、巴赫的作品时，车尔尼无须去重视他的演奏技巧，而着重于让他了解各个作曲家的写作风格，车尔尼不断给他浏览新作品，使李斯特有了一种令人震惊的视谱能力。一年后，李斯特举行公演，轰动了整个维也纳。然而，车尔尼并没有把李斯特局限在刻板机械的技巧练习中，而是充分让他施展自己的才能，使他成为历史上赫赫有名的钢琴大师。
作为一名杰出的钢琴教育家，车尔尼的成就不仅在于培养出了一些钢琴演奏家，更重要的是他在长期的教学实践中建立了一套完整的教学体系。车尔尼写了大量的钢琴练习曲及论文，指引着当时的钢琴演奏艺术得以健康发展。他一生写了大量的钢琴练习曲，有编号的共有78本。他的练习曲强调指法技巧的发展，注重手腕动作有一定自由，同时注意应用渐强、渐弱的效果，是钢琴的基础教材，其中最著名的包括作品299《快速练习曲》和作品740《手指轻巧的艺术》，在中国，作品599《初步教程》也应用很广。车尔尼还创作有钢琴四手联弹和奏鸣曲，他也创作了一些弥撒、安魂曲、交响曲、协奏曲和弦乐四重奏。车尔尼的练习曲融古典派的雅典风格和克莱门蒂的动态风格为一体，经过精心的编排，严密的分类，由浅入深，适应不同层次的钢琴学生练习。

## 作品節選
尽管把大量的时间用于教学，车尔尼也是一位非常多产的作曲家，他的作品近千部，包括了当时的各种形式：独奏作品，交响乐，管风琴，室内乐和宗教音乐等。但是除了少数钢琴作品外，大部分作品在现代很少被演奏。
卡尔·车尔尼最重要的钢琴练习曲作品包括：
- 100首循序渐进的练习，第139號作品，1827年出版
- 125首经过句练习曲，第261號作品
- 钢琴快速练习曲，第299號作品
- 40首每日练习，第337號作品
- 钢琴初级教程，第599號作品
- 钢琴手指灵巧初步练习曲，第636號作品
- 24首钢琴左手练习曲，第718號作品
- 手指轻巧的艺术，第740號作品
- 160首八小节练习曲，第821號作品
- 小小钢琴家，第823號作品
- 流畅练习曲，第849號作品